# 幅木 (建築)
幅木（巾木、はばき）は、床面に接する壁の下部に取り付ける部材。装飾及び汚れやすい壁下部の保護を目的とする。木材だけでなく、石材、タイル、金属、合成樹脂なども用いられる。

## 種類

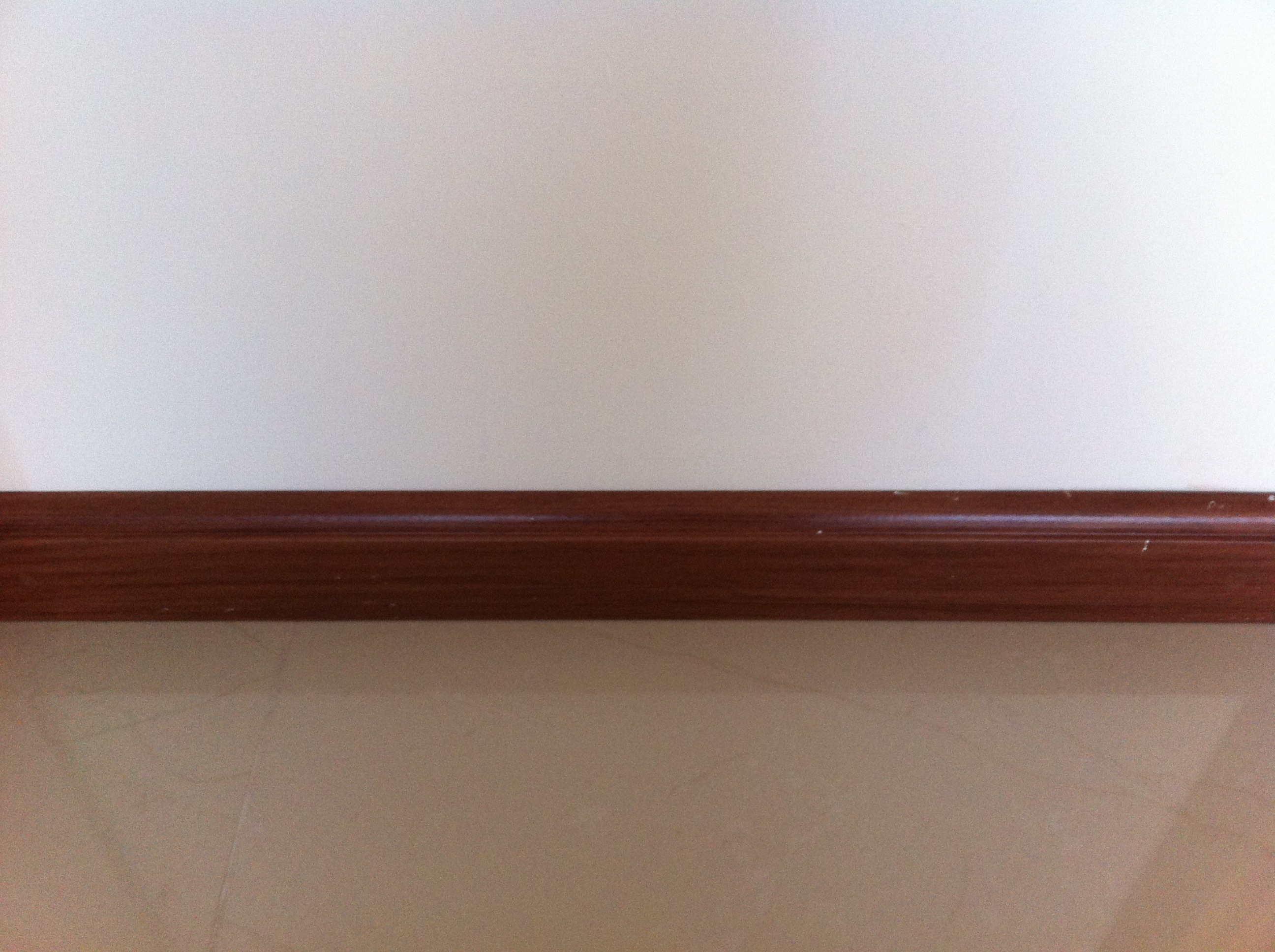
出幅木
仕上げで壁面よりも幅木の面が出ているもの。
入幅木
仕上げで壁面よりも幅木の面が入り込んでいるもの。
同一面幅木
仕上げで壁面と幅木の面が同一面に収まっているもの。